# Журавский, Юрий Иосифович
Юрий (Юлиан) Иосифович Жура́вский (укр. Журавський Юрій Йосипович; 24 октября 1937, Буртино, Каменец-Подольская область, СССР — 2 августа 1991, Харьков) — историк, историограф, кандидат исторических наук (1971), профессор, преподавал в Харьковском государственном университете (1967—1991) .

## Биография

### Образовательная и научная деятельность
В 1956—1959 годах служил в Советской армии. В 1959 году — директор Дома культуры завода «Электротяжмаш» (Харьков). В 1955 году окончил Харьковский техникум культпросветработников. В 1965 году окончил исторический факультет ХГУ и работал старшим инспектором учебной части. В 1966—1971 годах — начальник учебной части ХГУ. Учился в заочной аспирантуре при кафедра историографии, вспомогательных исторических дисциплин и методики истории (1966—1970). С 1967 года — преподаватель с почасовой оплатой, с 1971 года — старший преподаватель. Доцент кафедры (утверждён в звании в 1975). В 1984—1991 годах — заведующий кафедрой историографии, источниковедения и археологии.
В 1991 году Учёным советом ХГУ присвоено звание профессора. В 1971 защитил кандидатскую диссертацию «В. И. Ленин — вождь Великого Октября в советской историографии 1917—1927 годов» (ХГУ, научный руководитель — проф. В. И. Астахов). В 1973—1991 годах декан исторического факультета. Преподавал общие курсы историографии истории СССР и истории СССР, спецкурсы.Основватель Астаховских чтений
Опубликовал более 100 научных и научно-популярных работ. Под его научным руководством защищены две кандидатские диссертации. Был ответственным редактором «Вестника Харьковского университета» (серия «История»), членом специализированного совета факультета, председателем Учёного совета исторического факультета в 1987—1991 годах. Возглавлял Харьковскую региональную секцию Комиссии АН УССР по историографии и источниковедению, был членом научно-технического Совета по историческому образованию Минвуза Украины.

### Смерть
Умер 2 августа 1991 года и похоронен на 13-м городском кладбище в Харькове.

## Основные труды
- Харьковский государственный университет. 1805—1980. Исторический очерк (Х., 1980, в соавторстве).
- Бесценные сокровища народа (К., 1984, в соавторстве).
- Харьковский университет в годы Великой Отечественной войны (Х., 1989, в соавторстве. 2-е издание — 2010.).